# Ashcott (Somerset)

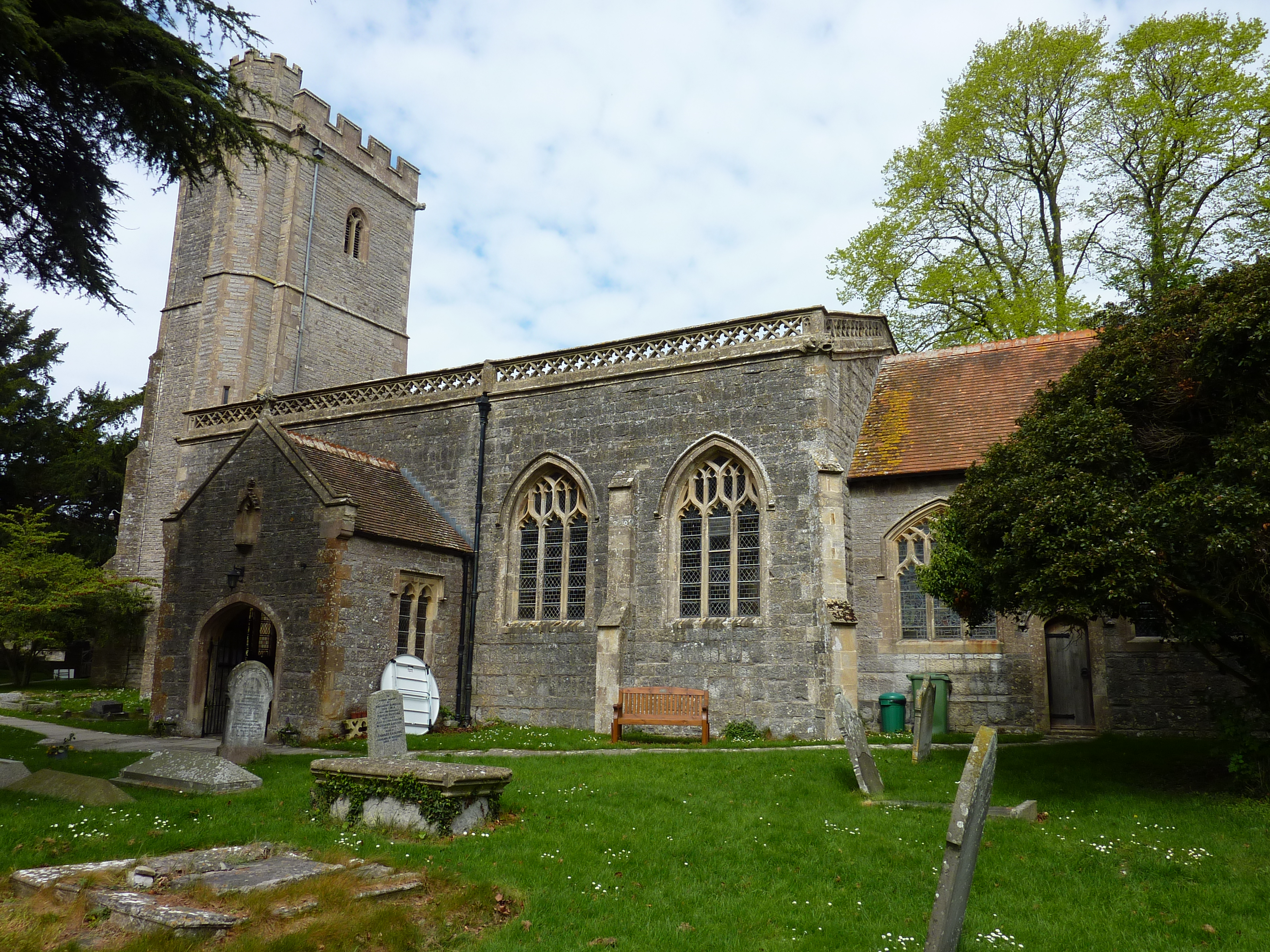
All Saints Church

Ashcott ist ein Dorf im Südwesten Englands in der Grafschaft Somerset, südwestlich von Glastonbury gelegen. 
Seinen Namen hat Ashcott von den Wäldern, die die Hügelkette Polden, in der das Dorf liegt, wahrscheinlich früher bedeckt haben.
Ashcott hat einen erhaltenen Pub aus dem 18. Jahrhundert und eine Kirche aus dem 15. Jahrhundert.
Joseph Trutch, britischer Ingenieur und Politiker in  British Columbia, wurde 1826 in Ashcott geboren.